# Dzbańce-Osiedle
Dzbańce-Osiedle (dříve Dzbańce PGR nebo Dzbańce-Górki, německy Krug (Paulinenhof)) je ves v jižním Polsku, v Opolském vojvodství, v okrese głubczyckém, ve gmině Branice.

## Geografie
Ves leží v Opavské pahorkatině. Přes ves protéká potok Kałuża (též Dopływ z Posucic, něm. Kaluscha), pravý přítok Troji.

## Demografie
V roce 2006 měla ves 468 obyvatel.